# Theodor Kind
Karl Theodor Kind (Pseudonyme: Christianus Antiromanus und Justus Freimund; * 7. Oktober 1799 in Leipzig; † 7. Dezember 1868 ebenda) war ein deutscher Jurist und Philhellene und neben Carl Jakob Iken Vorreiter der Neogräzistik in Deutschland.

## Leben
Kind war Sohn des Kriminalrichters Karl Christoph Kind. Er kam 1813 an die Landesschule Pforta. Anschließend studierte er ab 1818 Rechtswissenschaft an der Universität Leipzig. Nach dem erfolgreichen Abschluss wurde er 1824 in Leipzig Advokat. Er beschäftigte sich weiterhin rechtswissenschaftlich und wurde 1827 mit der Dissertation De iure ecclesiae evangelicae an der Leipziger Juristenfakultät zum Doktor der Rechte promoviert. Kind war von 1835 bis 1846 als Assessor Mitglied der Juristenfakultät der Universität Leipzig. Anschließend war er Mitglied im Leipziger Spruchkollegium und wurde als solches Justizrat. Er wirkte dort bis zur Auflösung des Spruchkollegiums 1856. Danach lebte er als Privatier.
Er wirkte neben seiner Arbeit als Jurist publizistisch, teilweise auch unter Pseudonym. Nicht zuletzt galt er, obwohl er selbst nie Neugriechisch studiert oder Griechenland bereist hatte, als einer der besten Kenner des Neugriechischen in Deutschland. 
Er war verheiratet mit Augusta, geborene Eckhard (1809–1870). Die Eheleute wurden im Erbbegräbnis Nr. 66 in der I. Abteilung des Neuen Johannisfriedhofs beerdigt.

## Schriften (Auswahl)
- De iure ecclesiae evangelicae, Maret, Leipzig 1827.
- Zur Emancipation der katholischen Kirche von Rom und zur wahren Gleichstellung aller christlichen Kirchen, oder: Verfassungsentwürfe und Grundzüge Verschiedener für die christlich-katholische Kirche Deutschlands, Wagner, Neustadt an der Orla 1831.
- Von der Stellung sowohl der konstitutionellen Bundesregierungen als der Ständeversammlungen Deutschlands zum deutschen Bunde, Baumgärtner, Leipzig 1833.
- Geschichte der griechischen Revolution vom Jahre 1821 bis zur Thronbesteigung des Königs Otto I. 2 Bände, Leipzig 1833.
- Neugriechische Poesie, gedruckte und ungedruckte mit Einleitung und sowohl Sach- als Wort-Erklärungen: Tragōdia tēs neas Hellados ethnika kai alla, Dyk, Leipzig 1833.
- Πανόραμα τῆς Ἑλλάδος ἢ συλλογὴ ποικίλων ποιηματίων ὑπὸ Ἀλεξάνδρου Σούτσου. Mit grammatischen Erklärungen und einem Wörterbuche herausgegeben, Leipzig 1835.
- Neugriechische Chrestomathie mit grammatischen Erläuterungen und einem Wörterbuche, Baumgärtner, Leipzig 1835.
- Handwörterbuch der neugriechischen und deutschen Sprache. Tauchnitz, Leipzig 1841.
- Anthologie neugriechischer Volkslieder: im Original mit deutscher Übertragung, Veit, Leipzig 1861.